# Suburbanizace

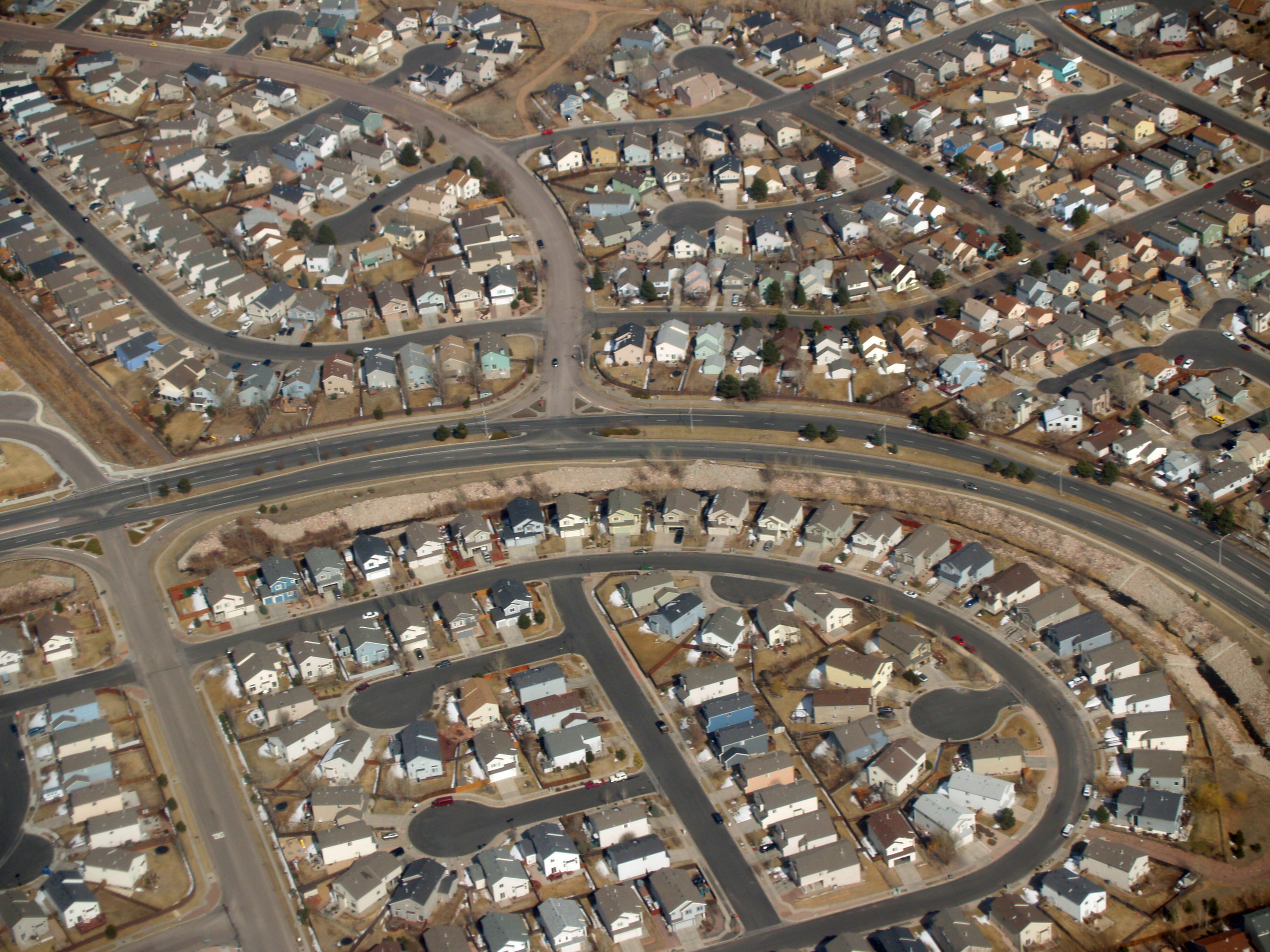
Suburbie v USA. Zdejší obyvatelé jsou pro své fungování závislí na ježdění autem, není zde dobrá pěší prostupnost a kvůli řídké zástavbě chybí kvalitní veřejná doprava

Suburbanizace je termín používaný k popisu růstu oblastí, tzv. suburbií, na okrajích velkých měst. Jde o jednu z mnoha příčin nárůstu měst. Město se geograficky rozšiřuje a z příměstských obcí se stávají nové geografické části města. Počátek silné suburbanizační fáze se datuje do 20. let 20. století.
Předměstí se osidlují hlavně kvůli tomu, že lidé chtějí vyšší kvalitu života a zdravější životní prostředí. Do suburbanizovaných částí se stěhují spíše střední a vyšší vrstvy obyvatel.
Mnoho obyvatel metropolitních oblastí, kteří pracují v centrální oblasti města, si volí bydliště v předměstích a dojíždějí do práce automobilem nebo hromadnou dopravou. Jiní využívají nových technologických možností a pracují z domova, a to v prostředí, které považují za mnohem příjemnější než ve městě. Tyto procesy se spíše vyskytují v ekonomicky rozvinutých zemích.
Kritici tohoto procesu argumentují tím, že suburbanizace vede k rozpadu měst, vzniku sídelní kaše (anglicky: urban sprawl) a koncentraci chudších obyvatel v centru města. Opakem suburbanizace je gentrifikace.
Termín suburbanizace značí přestěhování obyvatel, jejich aktivit a některých funkcí z jádrového města na jeho okraj, kde utváří velké obytné čtvrti. Suburbanizace, která pochází z anglického slova suburb, tedy předměstí, je charakterizovaná samostatně nebo řadově, jedno- až dvoupodlažní výstavbou rodinných domků, které obvykle vytvářejí rezidenční zóny, a také komerční zástavbou a průmyslovými parky často lokalizovanými podle dálnic. Suburbanizaci lze teda rozdělit na dva druhy podle jejich funkce: rezidenční a komerční. Za obce zasažené rezidenční suburbanizací považujeme takové, které mají vysokou intenzitu bytové výstavby a zároveň vysokou intenzitu přistěhování z jádrového města.

## Příčiny a důvody
Jedná se o velmi složitý proces, který je ovlivněn mnoha faktory, především je to rostoucí bohatství střední třídy. Obyvatelé si mohou dovolit koupit vlastní dům v suburbánní zóně, tedy na předměstí. A z těchto předměstí se pak dopravují vlastními vozy či vozy městské i příměstské dopravy do měst za prací nebo za nákupy a kulturou, což má vliv na rostoucí dopravu a zhoršené životní prostředí. Také zde se nacházejí dostupnější a levnější pozemky než v centru města.
Lidé se z centra stěhují z několika důvodů. Vysoké náklady na bydlení a neustále zvyšování cen nemovitostí. Centra se stále více stávají rizikovými oblastmi, jsou zde environmentální a sociální problémy, kdežto suburbanní zóna je většinou mnohem bezpečnější a poskytuje zdravější prostředí. Je to ideální propojení bydlení na venkově a zároveň ve městě. Také je sem žene touha vymanit se z šedi panelákových sídlišť.

## Výhody a nevýhody suburbanizace

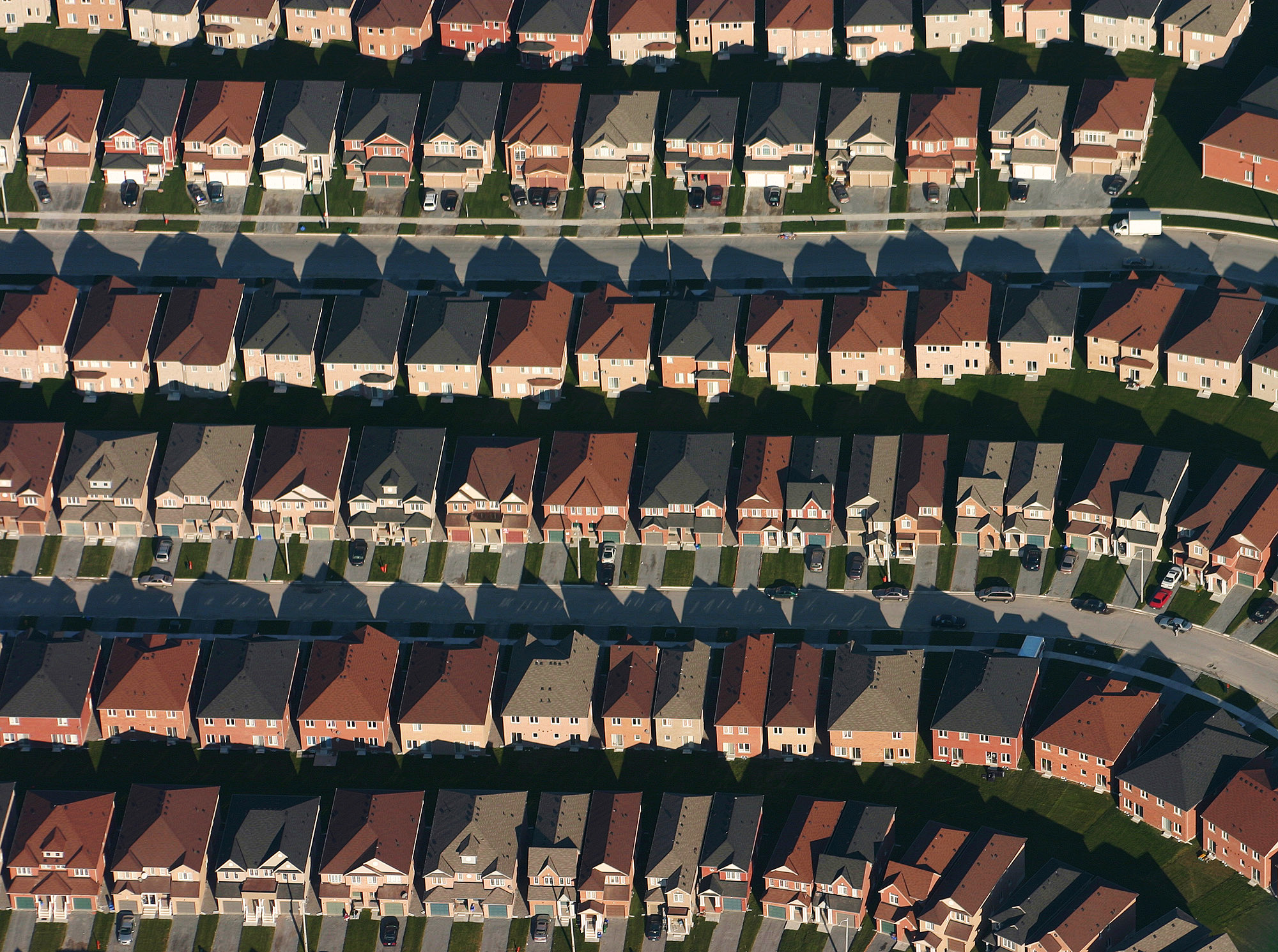
Letecký pohled na obytnou zástavbu u města Markham v kanadském Ontariu

Lidé v suburbiích jsou pro dojížďku za prací, do školy či za zábavou většinově závislí na svých automobilech či příměstské veřejné dopravě, která není provozovaná v dostatečné míře jako v centru města. Každodenní dojíždění má špatné dopady na zdraví – zvyšuje například riziko obezity. Lidé žijící v satelitních městech, které často tvoří suburbie, kvůli absenci veřejných prostranství či míst pro scházení netvoří silné komunity, v rozlehlých ulicích chybí sociální dohled. Děti navíc dlouho zůstávají závislé na svých rodičích, kteří je často musí všude vozit autem.
Také se zde vytvářejí rozdíly mezi původními obyvateli příměstských obcí a nově příchozími obyvateli. Migranti z města jsou výrazně mladší a většinou mají středoškolské a vysokoškolské vzdělání, čímž spadají obecně do skupiny s vysokým sociálním statusem. V příměstských obcích dnes proto dochází k relativně výrazné polarizaci sociálně prostorové struktury.
Dále je to obrovská ekologická zátěž na území, vysoké náklady na infrastrukturu, monotónnost. Nevýhodou je i degradace a vylidnění širších městských center a vlivem degradace se odstěhovávají i ti lidé, kteří o tom původně neuvažovali. Suburbanizace částečně odlehčuje přeplněným městským centrům, vytváří iluzi soukromí a venkovského života a uvolňují se byty v centrech pro sociálně slabší, děje se tak například v USA. K dalším pozitivům suburbanizace může také patřit nárůst nových pracovních příležitostí či zvyšovaní finančních příjmů do rozpočtů obcí.

## Suburbanizace v Česku

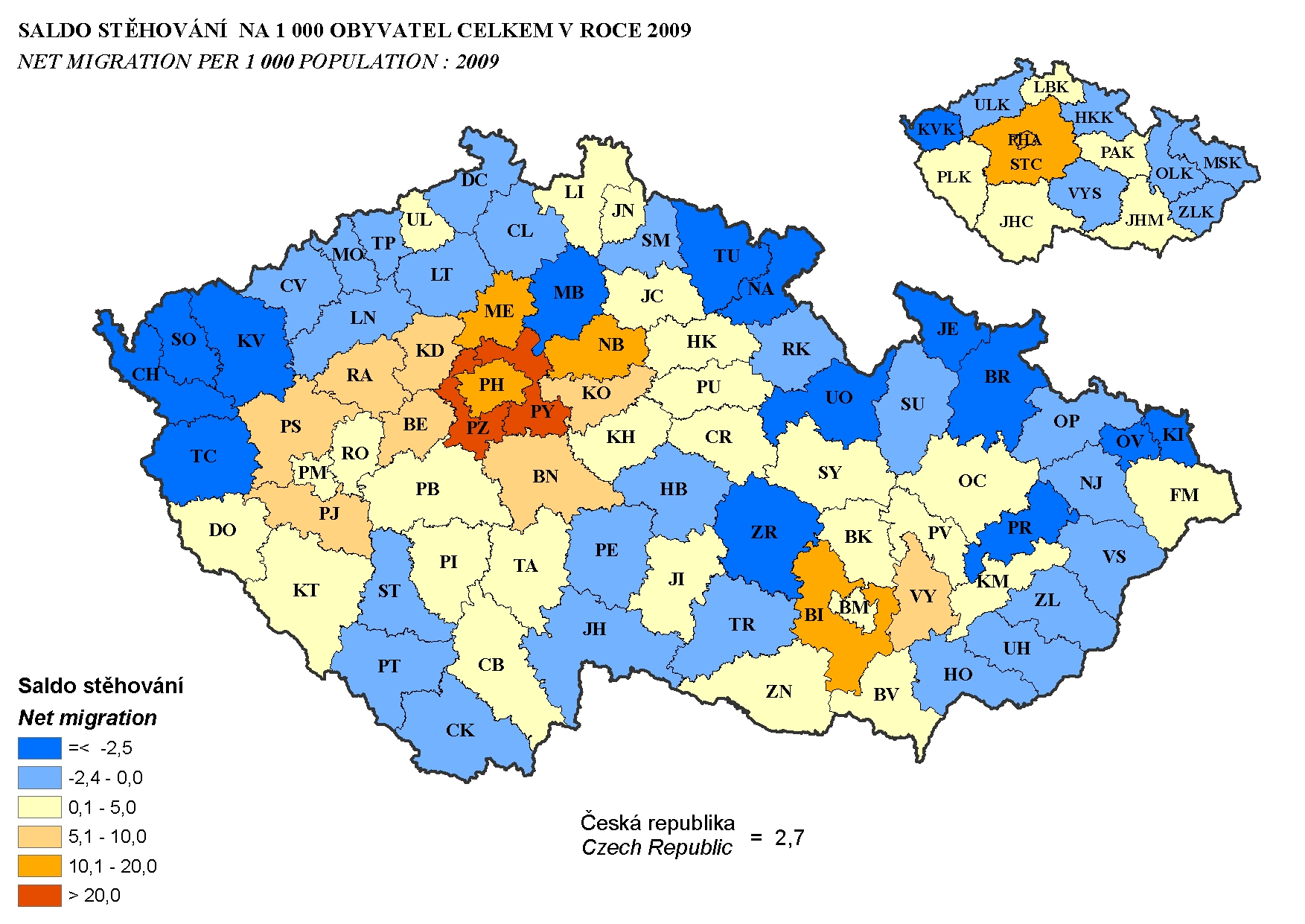
Suburbanizace v roce 2009: nejžádanější jsou pražská a brněnská aglomerace

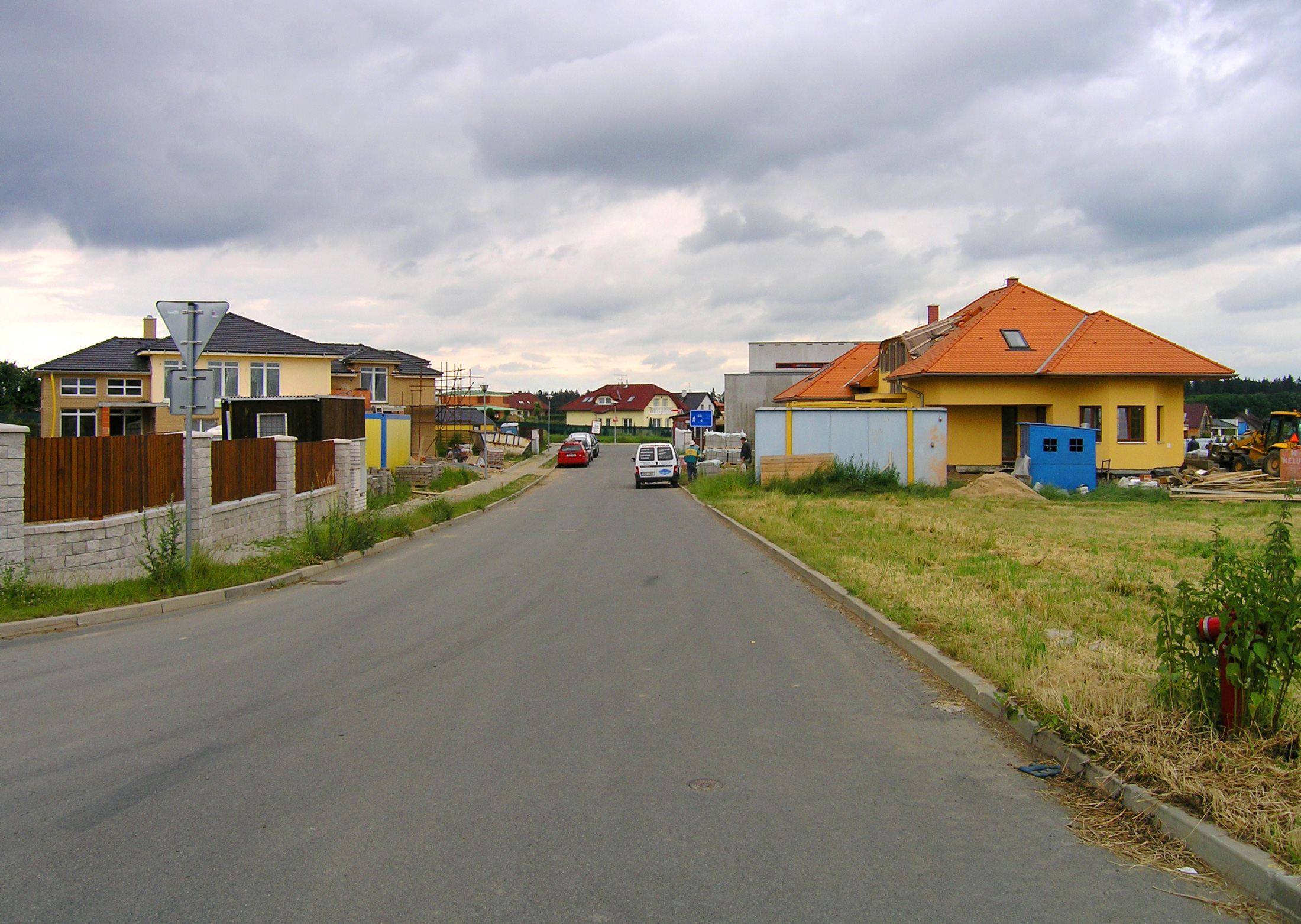
Zdiměřice, část obce Jesenice u Prahy. Lidé odsud většinově za prací i zábavou autem dojíždí do Prahy

Suburbanizace není v Česku poměrně novým pojmem. Některé prvky suburbanizačního procesu můžeme spatřovat již v období průmyslové revoluce, v druhé polovině devatenáctého století, kdy vznikaly na našem území kolonie domků, které byly obvykle situovány za městem u hlavních komunikací. V období mezi první a druhou světovou válkou docházelo k další vlně suburbanizace a to vzhledem k bytové politice, která v té době směřovala k podpoře výstavby rodinných domů. Po změně režimu došlo k zastavení a rozvíjení suburbanizačního procesu.[kdy?] Výstavba domů byla nahrazena hromadnou výstavbou převážně v panelových sídlištích s vysokou hustotou bytů a obyvatel. Nejmasivnější vlnu suburbanizace můžeme sledovat od počátku devadesátých let dvacátého století.
Současný rozvoj suburbanizace je výsledkem celé řady společenských, ekonomických a územně technických podmínek.
Příklady nynější vlny suburbanizace můžeme naleznout po celé republice, hlavně kolem velkých měst. Nejvyšší nárůst obyvatel můžeme spatřovat ve Středočeském, Plzeňském, Jihomoravském a Jihočeském kraji.

### Rozdíly suburbanizace mezi Českem a ostatními zeměmi
Mezi suburbanizací u nás a v Spojených státech amerických můžeme spatřit jeden hlavní rozdíl. Na rozdíl od zámořské velmoci se v Česku téměř nedá hovořit o stavbách na „zelené louce“,[zdroj?] nýbrž je zde určitá návaznost na dřívější vlnu osídlení. Jednou z typických českých urbanizačních charakteristik je tzv. sídelní kaše. Jedná se o nežádoucí zásah zpravidla komerčního a ekonomického, ale také sociálního rázu do krajiny.

## USA
V USA došlo k největšímu rozmachu suburbanizace v době hnutí za občanská práva, kdy skončila nucená rasová segregace. Nastal bílý útěk, který souvisí s rozsudkem nejvyššího soudu v případu Brown vs. školní rada Topeky v roce 1954, kdy bylo zrušeno segregované školství a kdy se běloši přesunuli do bezpečnějších předměstí s lepší kvalitou vzdělání. Černošští obyvatelé a další skupiny se naopak přesunuli do center měst a vytvořili v nich ghetta (tzv. inner cities). Tento trend pokračuje dodnes, či spíše je ještě posílen čím dál větším rozšiřováním gated communities. V amerických městech je proto nutné počítat s dlouhými dojížděcími časy, které jsou výrazně delší než je zvykem v Evropě.